# 若葉色的四重奏
《若葉色的四重奏》是Lump of Sugar在2019年8月30日發售的戀愛冒險類型成人遊戲。

## 故事簡介
有馬夕斗一直以來都過著平穩的學園生活，之後夕斗遇見了想成為自己女僕的學妹守谷日和，以及有著獸耳的轉學生蘇菲亞，而兩人更在因緣際會下搬進了夕斗所住的宿舍「若葉莊」。這場相遇讓夕斗的生活產生了變化。

## 登場角色
有馬夕斗
作品男主角。就讀戶津田學園二年級，目前住在學生宿舍若葉莊。而若葉莊因為能養寵物，所以把家裡養的貓咪愛一起帶來若葉莊住。
蘇菲亞·庫格爾·威斯特林
北歐國家埃里杜羅涅的公主。有著史杜羅族才有的獸耳，從自己的國家前來日本留學，和夕斗同班。原本一個人住在公寓，但因不擅打理家事使得房間極為髒亂，後來決定搬進若葉莊。
守日和（聲：白雪碧）
夕斗的學妹。在和愛玩耍時偶然與夕斗認識，並對夕斗一見鍾情，為了接近夕斗自告奮勇要當夕斗的女僕，後來搬進了若葉莊。
愛（聲：藤咲ウサ）
夕斗從小時候便開始飼養的貓咪。夕斗搬進若葉莊時被帶進宿舍生活，受到夕斗溺愛。後來無意間和蘇菲亞見面時，被點破了史杜羅族的身分。實際年齡為32歲。
峰岸都（聲：卯衣）
夕斗的青梅竹馬。個性悠然自得的女孩，在日和搬來前負責打理若葉莊的家事。興趣是電玩，初次見到蘇菲亞的獸耳時展現高度的興致。

## 主題曲
片頭曲
作詞：，作曲、編曲：椎名俊介，主唱：佐咲紗花
片尾曲
作詞、作曲：水野大輔，編曲：，主唱：Kicco

## 評價
《若葉色的四重奏》在日本美少女游戏与动画相关商品销售网站Getchu.com的2019年8月销量榜上排名第1名。《 若葉色的四重奏》於2019年度「萌系遊戲大賞」獲得月間賞及純愛系作品賞。

## 外部連結
- 若葉色的四重奏遊戲官網 （页面存档备份，存于）（日語）
- 《若葉色的四重奏》在視覺小說數據庫的頁面 （英文）